# Imperio aericano

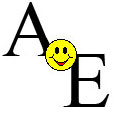
Sello del Imperio aericano.

El Imperio aericano o Imperio de Aérica (conocido convencionalmente como Aérica y llamado oficialmente Aerican Empire) es una organización social y una micronación autoproclamada, fundada el 8 de mayo de 1987 por Eric Lis. Su nombre proviene del término en inglés «American Empire» (en español «Imperio americano» o «Imperio estadounidense»). En el año 2000, The New York Times describió su sitio web como «uno de los sitios web más imaginativos» de micronaciones.

## Símbolos nacionales
Su bandera es similar a la de Canadá, con una cara sonriente amarilla en lugar de la hoja de arce roja en el cuadro blanco (aunque los rectángulos rojos laterales tienen diferentes proporciones). El lema nacional del Imperio aericano es «The world is ridiculous; let’s keep it that way» (en español: «El mundo es ridículo; mantengámoslo así»).

## Territorio
El Imperio aericano no tiene un territorio soberano propio y nunca fue reconocido por ningún otro estado soberano.
Sus miembros reclaman la soberanía sobre un vasto territorio despoblado, que incluye un kilómetro cuadrado de tierra en Australia, el área del tamaño de una casa en Montreal (Quebec, Canadá, donde se encuentra la «Embajada para todo lo demás»), otras áreas de la Tierra, una colonia en Marte, el hemisferio norte de Plutón y un planeta imaginario.

## Religión
La religión oficial del Imperio aericano es el «Silinismo». Tiene a un pingüino gigante llamado Forsteri como su deidad central.

## Unidad monetaria
El mu es la unidad monetaria del Imperio aericano. Su nombre es el acrónimo del inglés «monetary unit» (en español «unidad monetaria») y su símbolo es ᶆ. El mu se divide en 13,37 solaris, cuyo símbolo es ƺ, por lo que π mus son 42 solaris.
El valor del solari está ligado al del hidrógeno; un solari es igual en valor a un gramo de gas hidrógeno. Actualmente el cambio entre el mu y el dólar estadounidense es de 1 mu igual a 1,34 dólares, lo que hace 1 solari aproximadamente igual a 10 centavos.

### Monedas
| Denominación       | Año de producción | Metal                                     | Diámetro | Forma    | Peso | Canto | Conmemorativa                       | Anverso                                               | Reverso                                                                                             |
| ------------------ | ----------------- | ----------------------------------------- | -------- | -------- | ---- | ----- | ----------------------------------- | ----------------------------------------------------- | --------------------------------------------------------------------------------------------------- |
| 1 solari           | 2012              |                                           |          | Circular |      |       | 25 aniversario del Imperio aericano | THE AERICAN EMPIRE / 25 YEARS / 1987-2012 / 1 SOLARI  | THE AERICAN EMPIRE / It's a perfectly terrible joke, but it's worthy of us - J. Henson / ONE SOLARI |
| π mus / 42 solaris | 2009              | Aleación de zinc chapada en plata antigua |          | Circular |      |       | No                                  | THE AERICAN EMPIRE / 2009/001 / π ᶆ / π MONETARY UNIT | THE AERICAN EMPIRE / 42 ƺ / 42 SOLARI                                                               |

### Billetes
| Denominación | Año de producción | Colores predominantes | Colores predominantes | Material | Dimensiones | Conmemorativo                                           | Descripción                                                                                                   | Descripción |
| Denominación | Año de producción | Anverso               | Reverso               | Material | Dimensiones | Conmemorativo                                           | Anverso | Reverso |
| ------------ | ----------------- | --------------------- | --------------------- | -------- | ----------- | ------------------------------------------------------- | --- | --- |
| 30 solaris   | 2017              | Azul celeste          | Púrpura               | Polímero | 143 × 55 mm | Fallecimiento de Green Jumpe (un ciudadano del Imperio) | The Aerican Empire / número de serie / ƺ30 / THIRTY SOLARI / SERIES 2017 / mapa de la Tierra y cara sonriente | ƺ30 / cara sonriente / retrato de Green Jumpe, con fechas 1940-2017 y lema «MULTUM IN PARVO» / THE AERICAN EMPIRE / pingüino Forsteri / escudo del Imperio |